# Mayobius tajumulcensis
Mayobius tajumulcensis är en mångfotingart som beskrevs av Chamberlin 1944. Mayobius tajumulcensis ingår i släktet Mayobius och familjen stenkrypare.
Artens utbredningsområde är Guatemala. Inga underarter finns listade i Catalogue of Life.